# سانتا ماريا ديل كارمين
سانتا ماريا ديل كارمين هي كنيسة تقع في فلورنسا، توسكانا، إيطاليا.